# ماينكرافت دونجنس
ماين كرافت دونجنس (بالإنجليزية: Minecraft Dungeons)‏ هي لعبة فيديو مغامرات من نوع لعبة أكشن تقمص الأدوار، طورتها موجانغ السويدية بالتعاون مع دابل إليفين البريطانية، ونشرتها شركة إكس بوكس غيم ستوديوز، والتي أصدرتها للأسواق العالمية بتاريخ 26 مايو، 2020 على منصات نينتندو سويتش، إكس بوكس ون، بلاي ستيشن 4، إكس بوكس سيريس إكس/إس ومايكروسوفت ويندوز.